# (1514) Ricouxa
(1514) Ricouxa – planetoida z pasa głównego asteroid okrążająca Słońce w ciągu 3 lat i 130 dni w średniej odległości 2,24 au. Została odkryta 22 sierpnia 1906 roku w Landessternwarte Heidelberg-Königstuhl w Heidelbergu przez Maxa Wolfa. Pochodzenie nazwy planetoidy nie jest znane. Nazwa została nadana przez André Patry. Przed jej nadaniem planetoida nosiła oznaczenie tymczasowe (1514) 1906 UR.